# جيمس إس. باركر
جيمس إس. باركر (بالإنجليزية: James S. Parker)‏ هو سياسي أمريكي، ولد في 3 يونيو 1867 في غريت بارينغتون في الولايات المتحدة، وتوفي في 19 ديسمبر 1933 في واشنطن العاصمة في الولايات المتحدة. حزبياً، نشط في الحزب الجمهوري. وقد انتخب عضو جمعية ولاية نيويورك وانتخب عضو مجلس النواب الأمريكي.